# Північний фронт (Російська імперія)
Півні́чний фронт — загальновійськове оперативно-стратегічне об'єднання (фронт) російських військ на Східноєвропейському театрі воєнних дій Першої світової війни (1914–1918).

## Командувачі
- генерал від інфантерії Плеве П. А.
- генерал від інфантерії Куропаткин О.М
- генерал від кавалерії Драгомиров А.М